# Щодо незалежності України
«Щодо незалежності України» (рос. «На независимость Украины») — вірш російського і американського поета Йосипа Бродського, написаний, ймовірно, в 1992 році. Вірш містить українофобську оцінку набуття Україною державної незалежності.
У вірші з сарказмом описано здобуття Україною незалежності у 1991 році та відмова борців за незалежність від російської мови.
Любий Карле XII, битву під Полтавою,

слава Богу, програно. Як мовив гаркавий,

«час покаже кузькіну мать», руїни,

кістку посмертної радості із присмаком України.

То не зелено-квітний, роз'їджений ізотопом, —

жовто-блакитний майорить над Конотопом,

склепаний з ка́нви, пе́вно, приберегла Канада.

Дарма що без хреста, та хахлам не треба.

Гей ти, рушнік, карбованець, в спітнілій жмені насіння!

Не нам, кацапам, в зраді їх звинувачувати.

Самі під іконами сімдесят років в Рязані

з залитими очима жили, як при Тарзані.

Скажемо ж їм, дзвінкою лайкою паузи суворо гаючи:

скатертиною вам, хахли, рушніком дорога!

Геть від нас у жупані, не кажучи у мундирі,

за адресою з трьох літер, на всі чотири боки.

Хай же тепер у мазанці хором ганси

разом з ляхами раком вас ставлять, поганці.

Як у петлю лізти — так ра́зом, добираючи́ галу́зку в хащі, 

а курку з борщу одинаком гризти краще.

Прощавайте, хахли, пожили разом — годі!

Плюнути у Дніпро, чи що, мо потече зворотньо,

спого́рда нехтуючи нами, як шви́дкий, вщент набитий

шкіряними кутками та віковою образою.

Не згадуйте про нас погано. Вашого неба, хлібу,

нам, подавись ми макухою та стелею, не треба. 

Годі псувати кров, рвати на грудях одежу.

Закінчилось, пе́вно, кохання, якщо воно мимохідь й було.

Нащо длубатись даремно у рваних коренях дієсловом? 

Земля вас народила, ґрунт, чорнозем з підзолом. 

Годі домагатись прав, звинувачувать нас в одному, іншому.

Ця земля не дає вам, кавунам, споко́ю.

Ой же ж Лєвада-степ, краля, баштан, варєнік!

Більше, гляди, втратили — більше людей, ніж грошей.

Якось вже переб'ємося. А щодо сльози з ока —

немає на неї ради, чекати іншого разу.

З Богом, орли, каза́кі, гетьмани, наглядачі!

Лиш коли прийдеться й вам вмирати, буйволи,

белькотатимете ви, шкребучи край матрасу,

рядки Олександра, а не брєхню Тараса.
Любий Карле XII, бойовище під Полтавою,
Слава Господу програно. Як там казав картавий: «час покаже кузькіну мать», руїни,
кістку посмертної радості, з присмаком України,
То не зелено-квітний, битий вщент ізотопом, — : жовто-блакітний, майоріє понад Конотопом,
скравцяний з ряднини, мабуть, припасла Канада,
То й що — без хреста, хахлам аби тілько звада.
Чуєш ти, рушнік, карбованєц, насіння повна жменя,
Але винуватить у зраді, справді не нам, кацапам.
Адже ж ми й самі, сидячи під образами років сімдесят у Рязані,
Очі позаливали й гикали мов Тарзани.
Тож мовимо їм, дзвінким матюччам, дихаючи належно:
Скатертиною вам, хахли, рушніком дорога!
Крокуйте від нас у жупані, не кажучи що «в мундірє»,
за адресою на три літери, на усі чотири боки.
Нехай віднині в мазанці хором ганси: з ляхами ставлять вас раком на лікті й коліна, поганці.
Як в зашморг сунутись — разом, галузку добираючи в хащі,
а курку з борщу смоктать позаочі масніше.
Прощавайте, хахли, разом пожили, ну то й достатньо.
Я б плюнув в Дніпро, може потече він зворотньо,
гребуючи пихато нами, мов швидкий, вщент напханий: шкіряними кутами та споконвічною образою.
Лихим словом не згадуйте. Вашого хліба, неба,
Нам, най нас макуха вдавить, взагалі — не треба.
Навіщо псувати кров, лантя дерти кігтями.
Скінчилося мабуть кохання, якщо й було, поміж нами.
Чом копирсатись даремно в тривких коренях дієсловом?
Народжені ви землею, ґрунт — чорнозем з підзолом.
Досить качати права, шити нам се і те й інше: Вам, кавунам, ця земля не дає спокою.
Гойда, Лєвада-степ, краля, баштан, варєнік,
Насправді втрачено мабуть більше людей, ніж грошей.
Переживемо якось. А щодо сльози в очатах,
не маємо розпоряджень, то ж годі і вам чекати.
Паняйте, орли, козаки, гетьмани, наглядачі!
Але, коли черга стане й вам вмерти, бугаї,
будете хрипотіти й скребти краєчком матраца: рядки з Олександра, а не брехню Тараса.
[
Йосиф Бродский
На независимость Украины
Дорогой Карл XII, сражение под Полтавой,
слава Богу, проиграно. Как говорил картавый,
"время покажет Кузькину мать", руины,
кость посмертной радости с привкусом Украины.
То не зелено-квитный, траченный изотопом, —
жовто-блакытный реет над Конотопом,
скроенный из холста, знать, припасла Канада.
Даром что без креста, но хохлам не надо.
Гой ты, рушник, карбованец, семечки в потной жмене!
Не нам, кацапам, их обвинять в измене.
Сами под образами семьдесят лет в Рязани
с залитыми глазами жили, как при Тарзане.
Скажем им, звонкой матерью паузы метя, строго:
скатертью вам, хохлы, и рушником дорога!
Ступайте от нас в жупане, не говоря в мундире,
по адресу на три буквы, на все четыре стороны.
Пусть теперь в мазанке хором гансы
с ляхами ставят вас на четыре кости, поганцы.
Как в петлю лезть — так сообща, сук выбирая в чаще,
а курицу из борща грызть в одиночку слаще.
Прощевайте, хохлы, пожили вместе — хватит!
Плюнуть, что ли, в Днипро, может, он вспять покатит,
брезгуя гордо нами, как скорый, битком набитый
кожаными углами и вековой обидой.
Не поминайте лихом. Вашего неба, хлеба,
нам, подавись мы жмыхом и потолком, не треба.
Нечего портить кровь, рвать на груди одежду.
Кончилась, знать, любовь, коль и была промежду.
Что ковыряться зря в рваных корнях глаголом?
Вас родила земля, ґрунт, чернозем с подзолом.
Полно качать права, шить нам одно, другое.
Это земля не дает вам, кавунам, покоя.
Ой да Левада-степь, краля, баштан, вареник!
Больше, поди, теряли — больше людей, чем денег.
Как-нибудь перебьемся. А что до слезы из глаза —
нет на нее указа, ждать до другого раза.
С Богом, орлы, казаки, гетманы, вертухаи!
Только когда придет и вам помирать, бугаи,
будете вы хрипеть, царапая край матраса,
строчки из Александра, а не брехню Тараса.] Помилка: [undefined] Помилка: {{Lang}}: немає тексту (допомога): текст вже має курсивний шрифт (допомога)
Сольний вечір Бродського в залі Пало-Альтівського Єврейського центру.
 30 жовтня 1992, Перекл. з російської - Р. Кононенко
Існує також віршований переклад О. Побийголод (2016)

## Сумніви щодо авторства
Вірш за життя автора не був надрукований у жодній збірці, що, зважаючи на відсутність інших негативних літературних або публічних висловлювань щодо України, призвело до сумнівів у авторстві вірша у тому числі — серед української творчої інтеллігенції. Згодом були віднайдені відеозаписи, на яких зафіксовано публічне читання вірша Бродським. Зокрема вірш декілька разів наживо був прочитаний на різних москвофільських та юдофільських зібраннях в Америці. Є документальні докази, що Бродський прочитував цей вірш 30 жовтня 1992 року на Сольному вечорі у залі Пало-Альтівського Єврейського центру; та 28 лютого 1994 року перед групою російської діаспори у нью-йоркському університеті Квінсі-коледж.
Російський правозахисник Олександр Даніель в 2005 році називав текст «стилізацією» під Бродського, проте в 2015 році відмовився від своїх слів.
Зважаючи, що Бродський не надрукував вірша у жодній збірці при житті, розпорядники його літературної спадщини вирішили не включати вірш у жодне зібрання творів письменника.
Питання про справжність вірша розсіялися аж у 2015 році, коли відеозапис виступу Бродського 30 жовтня 1992 року на Сольному вечорі у залі Пало-Альтівського Єврейського центру перед майже тисячною публікою з'явився в інтернеті.

## Критика
Критики вважають цей вірш Бродського українофобським та расистським, проявом у Бродського російського націоналізму. Тон поеми свідчить про небажання автором визнавати в українцях окрему, відмінну від росіян націю та заперечує прагнення українського народу поновити незалежність України після майже 400-річного колоніального гніту та насильницького панування на етнічних українських теренах влади Речі Посполитої, Австро-Угорської Імперії та Радянської Імперії. Окремі критики описали поему як «грубу та наповнену образливих етнічних стереотипів». Водночас інші критики зауважили, що праця Бродського є віршем, а відтак, як поетичний текст, вона заслуговує дещо іншого прочитання й ставлення. Особистий товариш та біограф Бродського, філолог Бенгт Янгфельд, який умовив поета не включати вірш до друкованих збірок поета, зазначав, що цей вірш — «роздратований, злісний випад проти тих, хто не розуміє переваги російської культури над українською».
Вірш також називають[хто?] одним з найгірших у доробку поета з точки зору поетичної мови.